# Austro-Daimler ADR
Der Austro-Daimler ADR war ein PKW der Oberklasse der österreichischen Automobilfirma Austro-Daimler aus Wiener Neustadt.

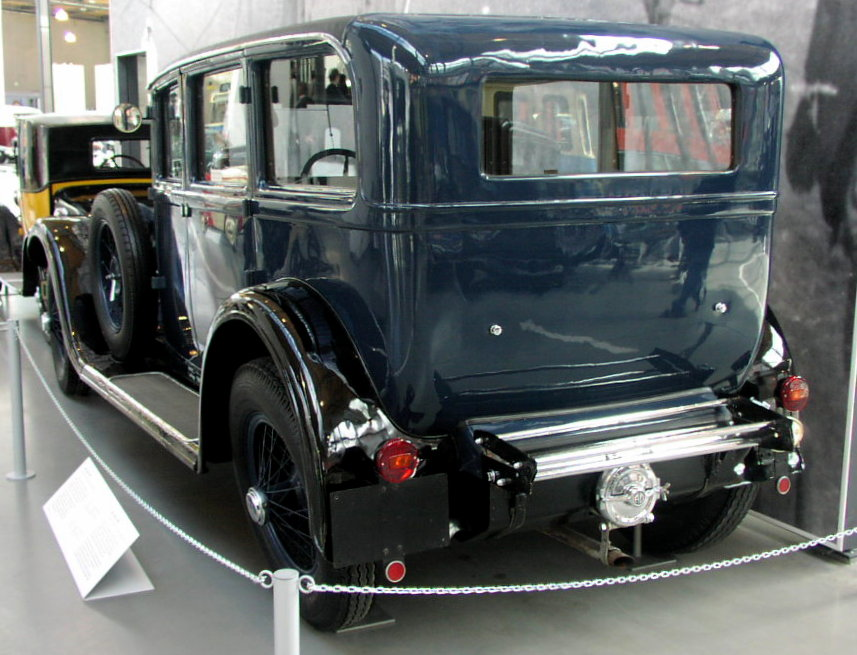
Austro-Daimler ADR Limousine (1928)

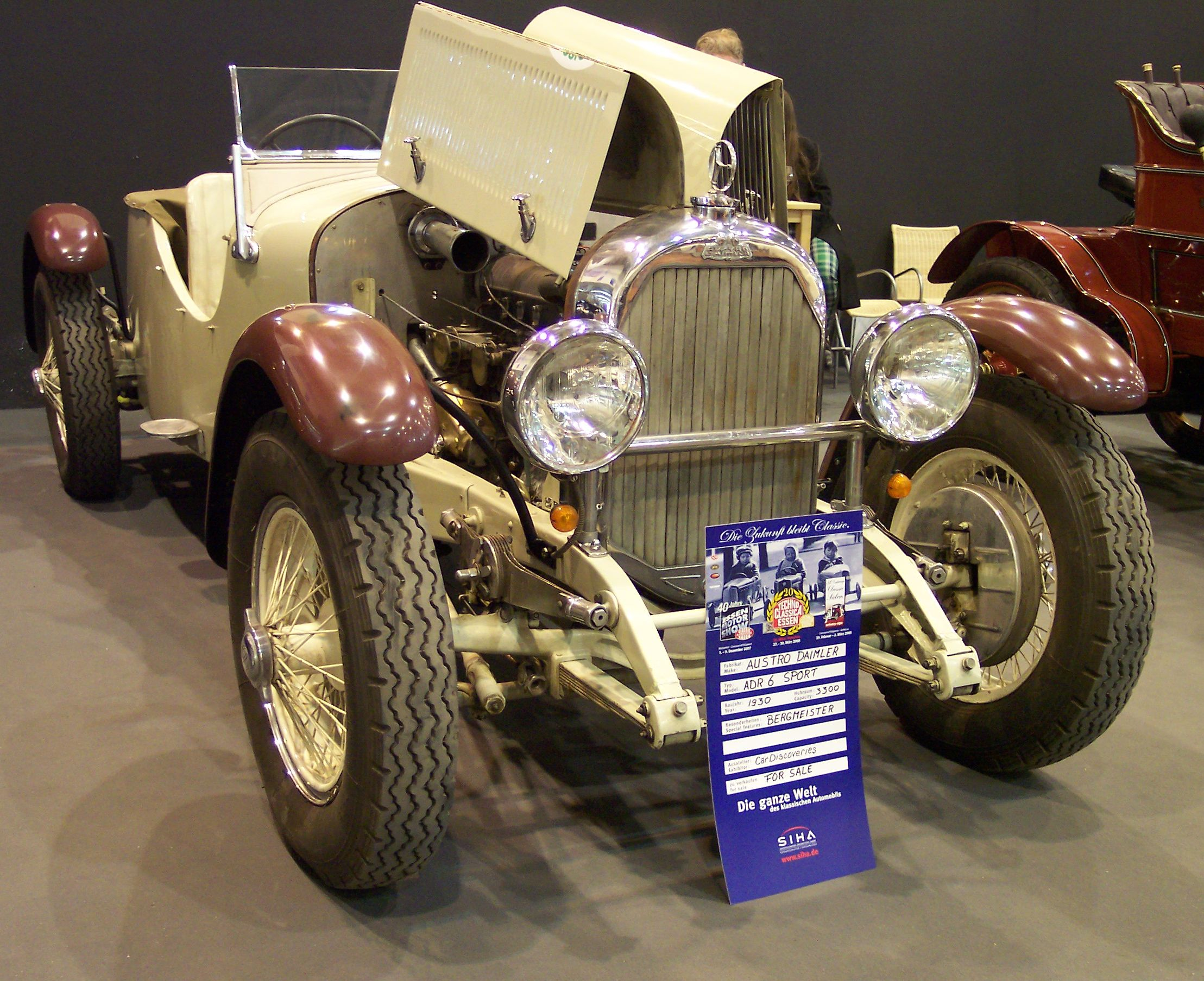
Austro-Daimler ADR Sport Cabriolet (1930)

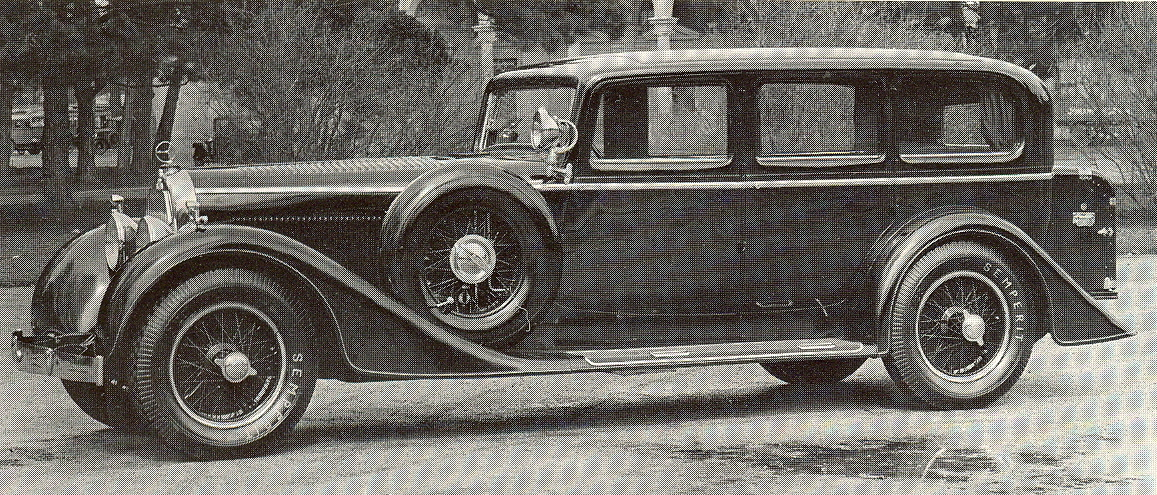
Austro-Daimler ADR 8 Pullman (1932)

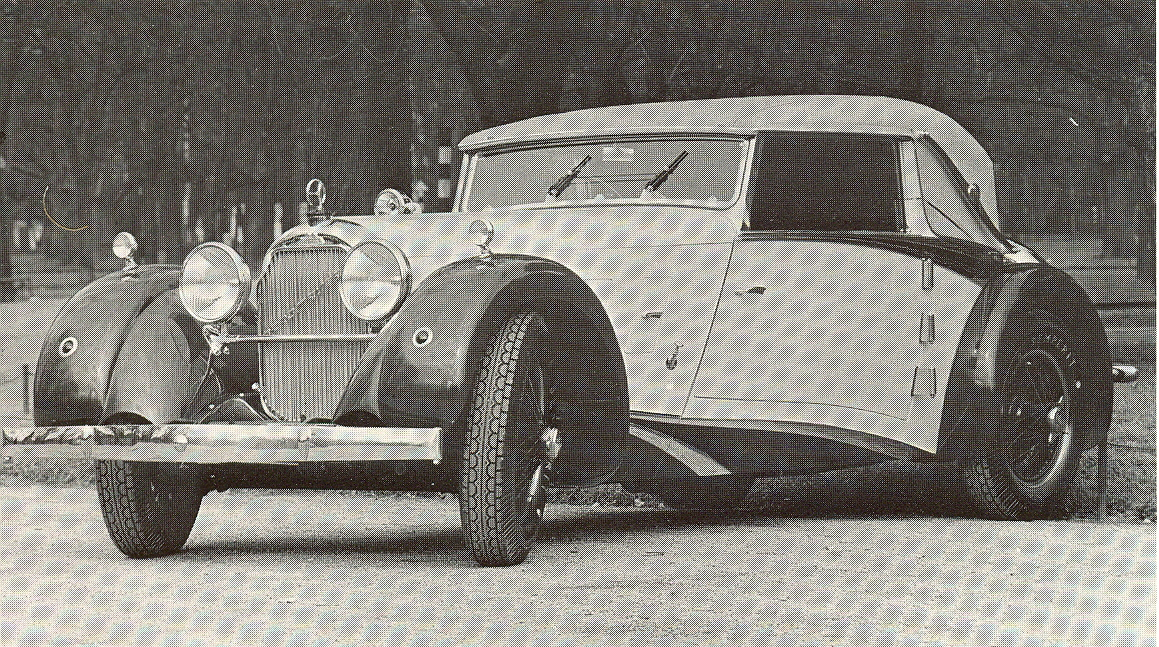
Austro-Daimler ADR Bergmeister Spezial-Cabriolet (1933)

## Geschichte und Technik
Der vom ehemaligen Porsche-Mitarbeiter Karl Rabe entworfene ADR kam 1927 als Nachfolger des Modells ADM heraus. Das „R“ in der Typenbezeichnung weist auf den neuartigen Rohrrahmen hin, der den Plattformrahmen des Vorgängers ersetzte. Wie beim Vorgängermodell war der Motor aus Leichtmetall gefertigt mit einer durch Königswelle angetriebenen Nockenwelle.
Der Wagen hatte den leistungsreduzierten 6-Zylinder-Reihenmotor des Sportwagens ADM 3 Liter vorne eingebaut, der über ein 4-Gang-Getriebe die Hinterräder antrieb. Vorderräder waren an einer Starrachse befestigt und hatten Längsblattfedern. Die Hinterräder hingen an einer Pendelachse, die sich an einer untenliegenden Querblattfeder am Chassis abstützte. Vom ADR wurden ca. 2600 Wagen gefertigt.
Ab 1929 wurde zusätzlich der Austro-Daimler ADR Sport angeboten, der das Modell ADM 3 Liter ersetzte und auch dessen ungedrosselten Motor mit 100 PS Leistung besaß. Bis 1931 stellte man ca. 50 Fahrzeuge her.
1930 wurde als Spitzenmodell der Austro-Daimler ADR 8 angeboten. Die riesige Limousine von über 5,5 Metern Länge hatte einen 8-Zylinder-Reihenmotor mit 4,6 Litern Hubraum. Auch von diesem Modell entstanden bis 1934 nur etwa 50 Wagen. Im Ausland wurde der Wagen als „Alpine“ bezeichnet.
1931 beerbte der Austro-Daimler Bergmeister das Modell ADR Sport. Sein vergrößerter 6-Zylinder-Reihenmotor mit 3,6 Litern Hubraum entwickelte 120 PS. Wie von ADR 8 wurden bis 1934 nur 50 Fahrzeuge gebaut und zumeist mit Sonderkarosserien des österreichischen Stellmacherbetriebes Oeffag versehen.
Austro Daimler Automobile wurden nach der Fusion 1934 in den Steyrwerken keine mehr gefertigt, ausgenommen Schienen- und Militärfahrzeuge.

### Berühmte Besitzer
Die spätere Königin Juliane der Niederlande fuhr in den frühen 1930er Jahren einen ADR, ebenso der Salzburger Landeshauptmann Josef Rehrl.

## Technische Daten
| Typ                   | ADR (70 PS)                | ADR Sport (100 PS)         | ADR 8 „Alpine“ (100 PS)    | ADR 6 „Bergmeister“ (120 PS) |
| Bauzeitraum           | 1927–1931                  | 1929–1931                  | 1930–1934                  | 1931–1934                    |
| Aufbauten             | T4, L4, R2                 | T4, Cb2                    | L4, PL4, R2                | T4, L4, R2                   |
| Motor                 | 6 Zyl. Reihe 4 Takt        | 6 Zyl. Reihe 4 Takt        | 8 Zyl. Reihe 4 Takt        | 6 Zyl. Reihe 4 Takt          |
| Ventile               | hängend (ohc), Königswelle | hängend (ohc), Königswelle | hängend (ohc), Duplexkette | hängend (ohc), Königswelle   |
| Bohrung × Hub         | 76 mm × 110 mm             | 76 mm × 110 mm             | 80 mm × 115 mm             | 82 mm × 115 mm               |
| Hubraum               | 2994 cm³                   | 2994 cm³                   | 4624 cm³                   | 3614 cm³                     |
| Leistung (PS)         | 70                         | 100                        | 100                        | 120                          |
| Leistung (kW)         | 51                         | 74                         | 74                         | 88                           |
| Verbrauch             | 18 l / 100 km              | 18 l / 100 km              | 25 l / 100 km              | 20 l / 100 km                |
| Höchstgeschwindigkeit | 105 km/h                   | 130 km/h                   | 125 km/h                   | 145 km/h                     |
| Leergewicht           | 1550 kg                    | 1300 kg                    | 1900–2100 kg               | 1750–1900 kg                 |
| Zul. Gesamtgewicht    | 2200 kg                    | 1800 kg                    | 2400–2600 kg               | 2250–2400 kg                 |
| Elektrik              | 12 Volt                    | 12 Volt                    | 12 Volt                    | 12 Volt                      |
| Länge                 | 5400 mm                    | 5000–5400 mm               | 5510 mm                    | 5000–5400 mm                 |
| Breite                | 1800 mm                    | 1800 mm                    | 1810 mm                    | 1800 mm                      |
| Höhe                  | 1700 mm                    | 1700 mm                    | 1750 mm                    | 1700 mm                      |
| Radstand              | 3500 mm                    | 3200–3500 mm               | 3725 mm                    | 3200–3500 mm                 |
| Spur vorne / hinten   | 1410 mm / 1470 mm          | 1410 mm / 1470 mm          | 1410 mm / 1480 mm          | 1410 mm / 1470 mm            |

- T4 = 4-türiger Tourenwagen

- L4 = 4-türige Limousine
- PL4 = 4-türige Pullman-Limousine
- Cb2 = 2-türiges Cabriolet